# 328 км (роз'їзд)
328 км — залізничний роз'їзд 5-го класу Полтавської дирекції Південної залізниці на електрифікованій лінії Полтава-Південна — Ромодан. Розташований у Київському районі міста Полтави.

## Історія
Роз'їзд 328 км відкритий у 1970-х роках, в ході будівництва двоколійних вставок на дільниці Полтава-Південна — Гребінка.
Відомо, що у 1985 році роз'їзд вже існував та на ньому мали зупинки приміські поїзди сполученням Полтава — Миргород, Полтава — Ромодан.
У 2003 році роз'їзд електрифікований змінним струмом (~25 кВ), зведена нова будівля посту ЕЦ. Роботи виконували спеціалісти будівельно-монтажного поїзда № 685 станції Полтава-Південна.

## Інфраструктура
На роз'їзді 328 км три колії (одна — головна, інша — бічна), додатково побудована запобіжна колія. Перегони до роз'їздів Кривохатки та Шведська Могила одноколійні, електрифіковані, з двостороннім автоблокуванням. Неподалік від роз'їзду знаходяться житлові масиви Ближні Яківці, Дальні Яківці та Червоний Шлях.

## Пасажирське сполучення
На Роз'їзді 328 км зупиняються приміські поїзди напрямку Гребінка — Ромодан —  Полтава — Огульці. Для посадки пасажирів на приміські поїзди обладнані дві короткі низькі пасажирські платформи, тому треба виходити або з першого, або з другого вагонів.

## Галерея

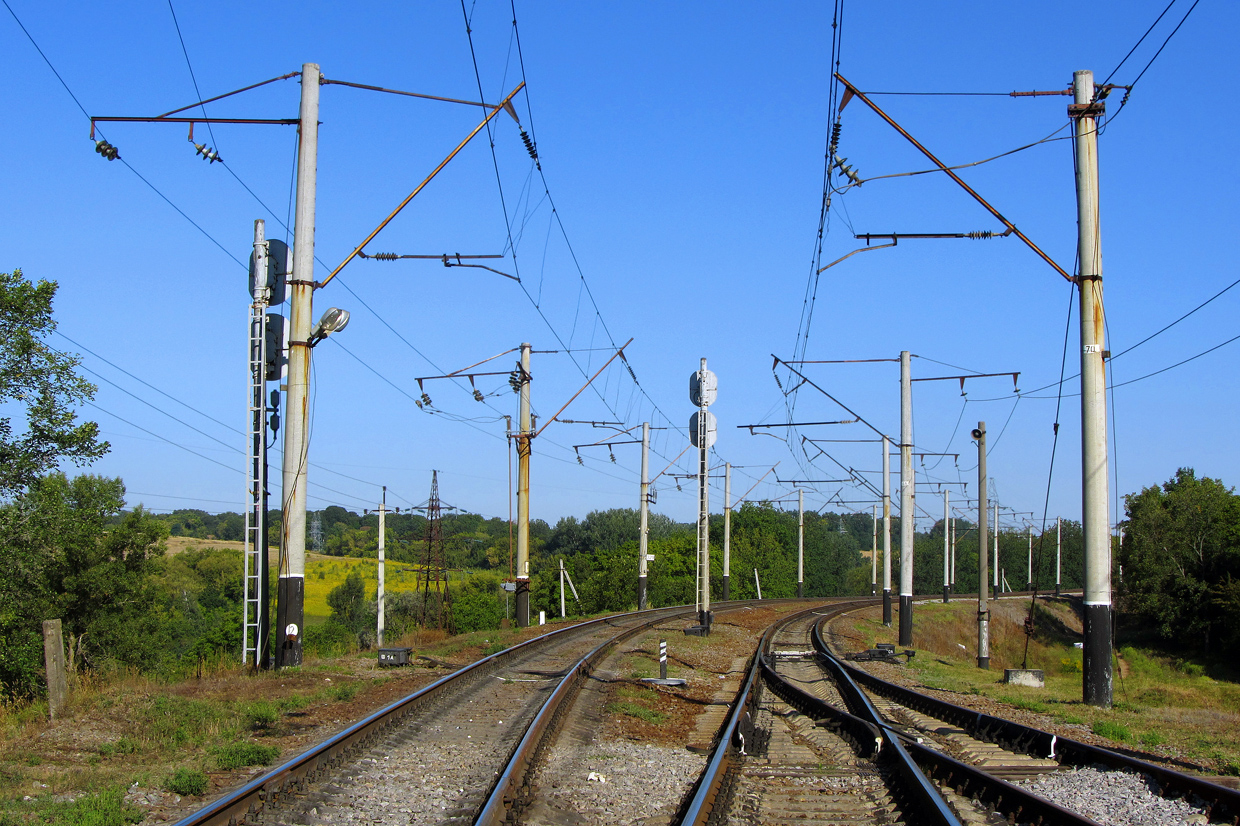
Парна горловина роз'їзду в у напрямку станції Полтава-Київська
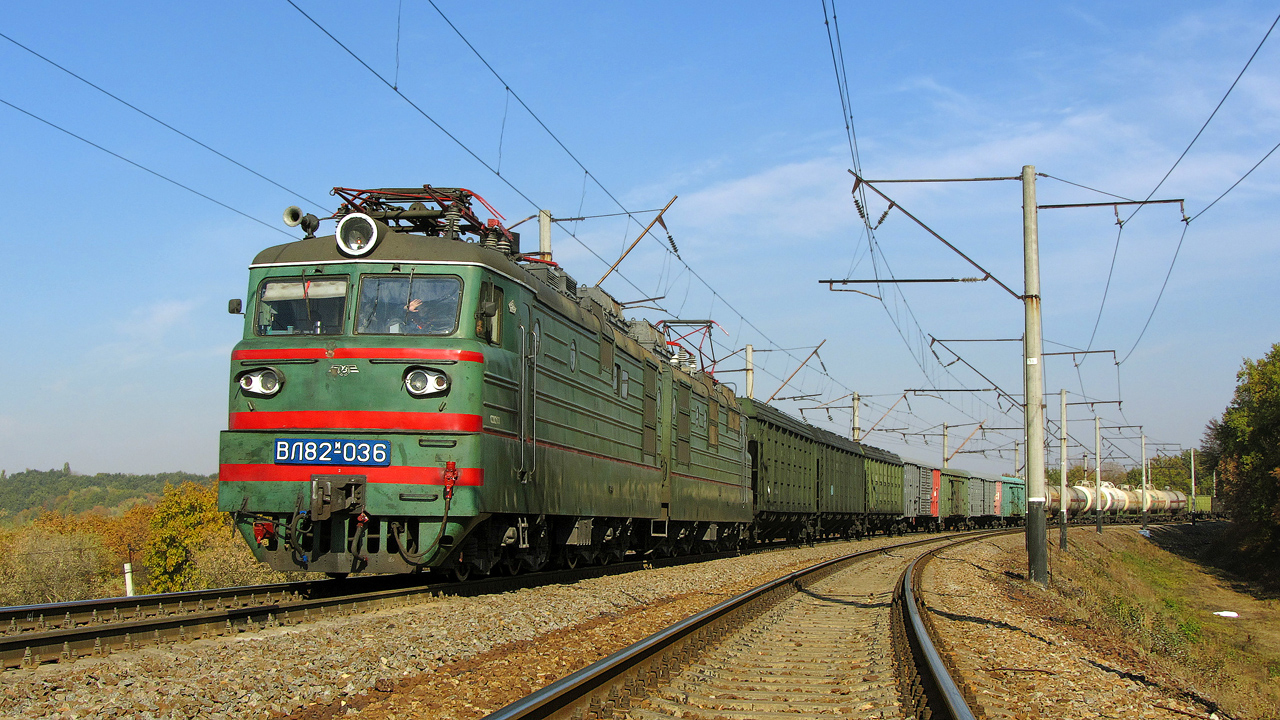
ВЛ82М-036 з вантажним поїздом
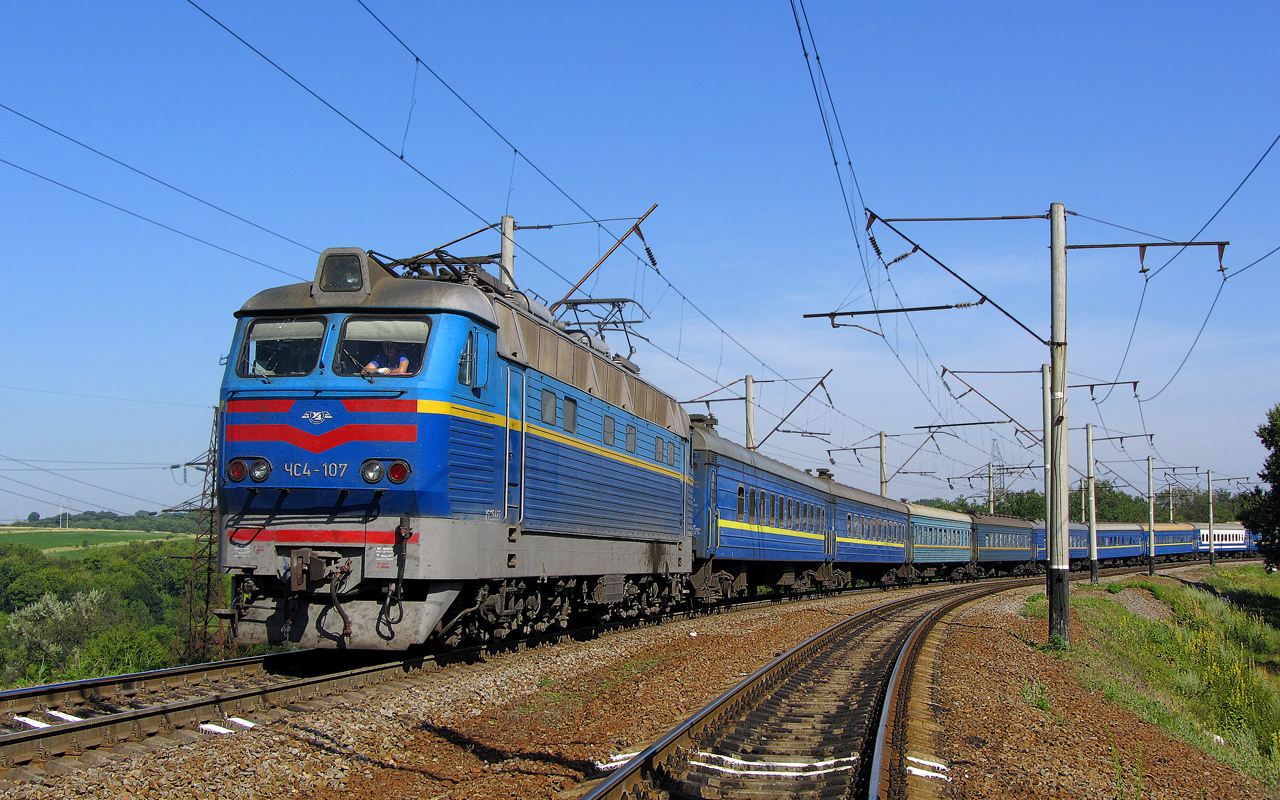
ЧС4-107 з поїздом «Слобожанщина» Львів — Харків
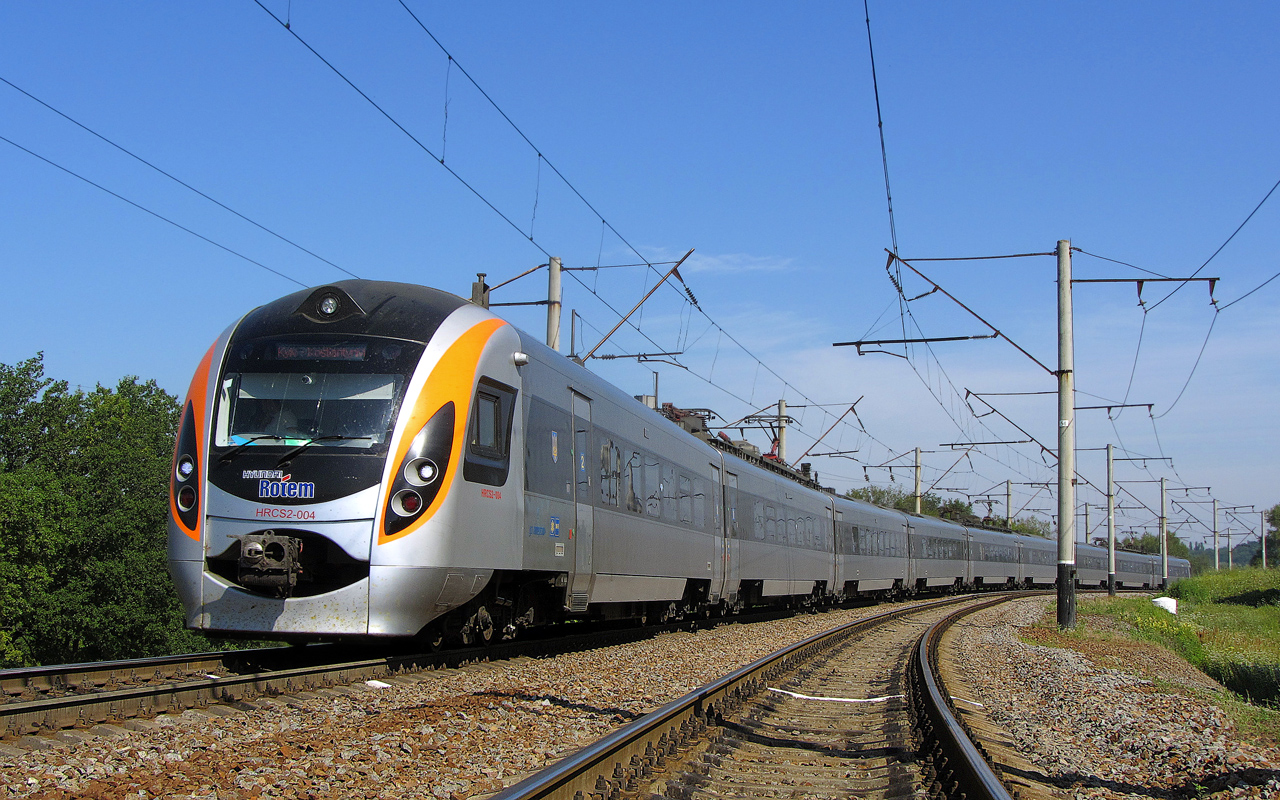
HRCS2-004 «Інтерсіті+» Київ — Костянтинівка